# Будовское сельское поселение
Бу́довское се́льское поселе́ние — муниципальное образование в составе Торжокского района Тверской области. На территории поселения находится 21 населенный пункт.
Центр поселения — деревня Будово.
Образовано в 2005 году, включило в себя территорию Будовского сельского округа.
Законом Тверской области от 17 апреля 2017 года № 23-ЗО были преобразованы, путём их объединения, Будовское и Большепетровское сельские поселения в Будовское сельское поселение.

## Географические данные
- Общая площадь: 217,5 км²
- Нахождение: северная часть Торжокского района
  - Граничит:
    - на севере — со Спировским районом, Выдропужское СП и Пеньковское СП
    - на востоке — с Большепетровским СП
    - на юге — с Клоковским СП и Мирновским СП
    - на юго-западе — с городом Торжком
    - на западе — с Большесвятцовским СП и Тверецким СП.

По западной границе поселения протекает река Тверца. Поселение пересекает автомагистраль Москва — Санкт-Петербург.

## Экономика
Основные сельхозпредприятия: ОПХ им. Ленина (ВНИИЛ) (п. Славный) и колхоз «Родина» (д. Будово).

## Население
По переписи 2002 года — 2335 человек, на 01.01.2008 — 2450 человек.

Национальный состав: русские.

## Населённые пункты
На территории поселения находятся следующие населённые пункты:

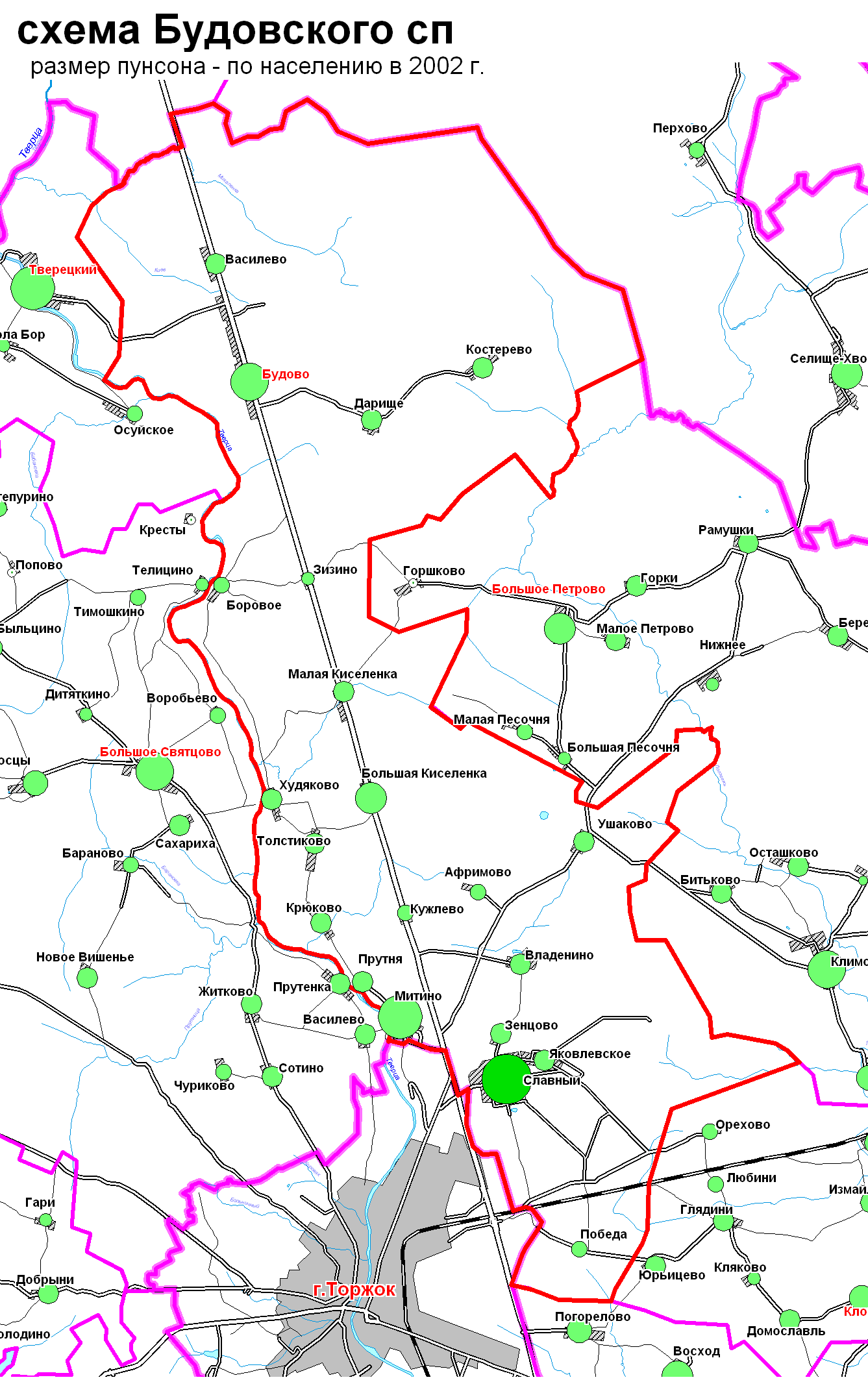
Схема Будовского сп

| Тип  | Название          | Население | Население | Население |
| Тип  | Название          | 1996      | 2002      | 2008      |
| ---- | ----------------- | --------- | --------- | --------- |
| дер. | Будово            | 349       | 300       | 334       |
| дер. | Афримово          | 8         | 6         | 19        |
| дер. | Большая Киселенка | 110       | 107       | 128       |
| дер. | Боровое           | 15        | 9         | 14        |
| дер. | Василево          | 28        | 22        | 14        |
| дер. | Владенино         | 62        | 42        | 52        |
| дер. | Дарище            | 13        | 16        | 10        |
| дер. | Зенцово           | 24        | 23        | 34        |
| пос. | Зизино            | 6         | 4         | 13        |
| дер. | Костерево         | 19        | 23        | 16        |
| дер. | Крюково           | 25        | 32        | 33        |
| дер. | Кужлево           | 28        | 8         | 15        |
| дер. | Малая Киселенка   | 19        | 16        | 20        |
| дер. | Митино            | 462       | 567       | 589       |
| пос. | Победа            | 0         | 9         | 10        |
| дер. | Прутня            | 9         | 14        | 10        |
| пос. | Славный           | 1083      | 1013      | 983       |
| дер. | Толстиково        | 45        | 43        | 36        |
| дер. | Ушаково           | 44        | 16        | 27        |
| дер. | Худяково          | 24        | 16        | 13        |
| дер. | Яковлевское       | 58        | 49        | 80        |

## История
В XI—XIV вв. территория поселения относилась к Новгородской земле и составляла часть «городовой волости» города Торжка (Нового Торга).

В XIV веке присоединена к Москве.
- После реформ Петра I территория поселения входила:
  - в 1708—1727 гг. в Санкт-Петербургскую (Ингерманляндскую 1708—1710 гг.) губернию, Тверскую провинцию,
  - в 1727—1775 гг. в Новгородскую губернию, Тверскую провинцию,
  - в 1775—1796 гг. в Тверское наместничество, Новоторжский уезд,
  - в 1796—1929 гг. в Тверскую губернию, Новоторжский уезд,
  - в 1929—1935 гг. в Московскую область, Новоторжский район,
  - в 1935—1963 гг. в Калининскую область, Новоторжский район,
  - в 1963—1990 гг. в Калининскую область, Торжокский район,
  - с 1990 в Тверскую область, Торжокский район.

В середине XIX-начале XX века большинство деревень поселения относились к Васильевской и Новоторжской волостям Новоторжского уезда.

В 1950-е годы деревни поселения относились к Владенинскому и Будовскому сельсоветам Новоторжского района Калининской области.

## Достопримечательности
Деревня Митино — бывшая усадьба Львовых, сейчас здесь санаторий «Митино» и Торжокская школа-интернат для детей-сирот.

## Известные люди
В деревне Василево родился Герой Советского Союза Румянцев Иван Васильевич.